# Faber Egyed
Faber Egyed, latinul Faber Aegidius (Körmöcbánya, 1490 körül – Boizenburg, 1558. április 6.) magyar-német evangélikus lelkész.

## Élete
Magyarországi származású, Selmecbányán, Budán és 1530. április 2-ától Wittenbergben tanult. Egy darabig Körmöcbányán tanított, majd Martin Luther ajánlatára V. Henrik mecklenburgi herceg evangélikus lelkésznek hívta meg Schwerinbe 1531-ben. 1541-ben Liegnitzben, 1543 októberétől Dessauban volt lelkész, majd 1548 után visszatért Liegnitzbe. 1549-ben Selmecbányára akart menni plébánosnak, de 1541-ben vállalta el ezt a tisztséget.

## Munkái
- Der 'Psalm Miserere (LI.) Wittenberg, 1531. (Luther előszavával.)
- Von dem falschen Blut und Abgott im Thurm zu Schwerin. Wittenberg, 1533. (Luther előszavával.)

Írt egy német nyelvű gúnyiratot is körmöcbányai működése alatt tiszttársa, Schaider Pál ellen.